# Cadira 40/4
La 40/4 Chair és la cadira compacta apilable, una icònica obra de disseny creada pel conegut dissenyador industrial nord-americà David Rowland l'any 1964. Aquesta cadira, també coneguda com la "cadira apilable", ha deixat una marca indeleble en el món del mobiliari pel seu innovador disseny i capacitat per optimitzar l'espai de manera eficient.

## Història
Dissenyada originalment per a l'empresa Howe Furniture Corporation, la 40/4 Chair va ser concebuda com una solució revolucionària per a la indústria del mobiliari. David Rowland es va proposar abordar el desafiament de crear una cadira que es pogués apilar en grans quantitats sense comprometre la comoditat de l'usuari ni l'estètica del disseny.
La inspiració per a la 40/4 Chair va sorgir de la necessitat de maximitzar l‟espai en entorns on la disponibilitat d‟espai era limitada. Rowland es va adonar que les cadires convencionals ocupaven una gran quantitat d'espai quan s'apilaven, cosa que en dificultava l'emmagatzematge i el transport. Amb aquest desafiament al cap, es va proposar dissenyar una cadira que pogués apilar-se en grans quantitats sense ocupar més espai del necessari.

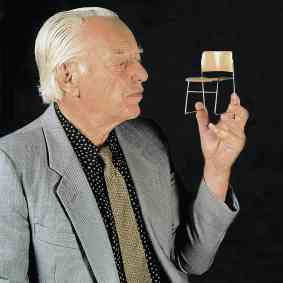
David Rowland

El resultat d'aquest procés de disseny va ser la 40/4 Chair, una cadira elegant i funcional que permetia apilar fins a 40 unitats en 4 peus quadrats d'espai. Aquesta innovació no només va transformar la manera com es percebien les cadires apilables, sinó que també va establir un nou estàndard d'eficiència espacial en el disseny de mobiliari.

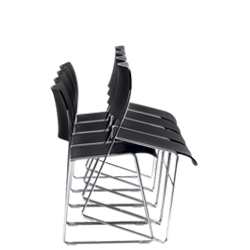
Pila de cadires 40/4 apilotades de David Rowland

## Context històric i del dissenyador
La dècada de 1960 va ser un període de gran efervescència al món del disseny i l'arquitectura, caracteritzat per un enfocament en la funcionalitat, la simplicitat i la innovació. En aquest context, David Rowland va emergir com un dels dissenyadors més influents de l'època, conegut per la seva habilitat per combinar l'estètica moderna amb la funcionalitat pràctica.
Rowland es va dedicar a resoldre problemes quotidians a través del disseny, i la 40/4 Chair va ser un exemple destacat del seu enfocament innovador. En dissenyar aquesta cadira, Rowland es va proposar crear una solució elegant i eficient per a l'emmagatzematge de cadires en entorns comercials i públics, com ara auditoris, sales de conferències i espais de reunió.

## Materials i especificacions tècniques
La 40/4 Chair està fabricada amb materials d'alta qualitat que garanteixen durabilitat i resistència. El marc d'acer tubular proporciona una estructura sòlida i estable, mentre que el seient i respatller estan disponibles en una varietat d'opcions, incloent fusta contraxapada, plàstic modelat i entapissat en tela o cuir.
Les dimensions de la cadira estan dissenyades acuradament per maximitzar l'eficiència d'apilament, amb una alçada, amplada i profunditat òptims per aconseguir la màxima capacitat d'emmagatzematge en un espai mínim. A més, l'ergonomia del disseny garanteix una experiència còmoda per a l'usuari, fins i tot durant períodes d'ús prolongats.
La 40/4 Chair ha estat àmpliament reconeguda per la seva enginyosa combinació de funcionalitat i estètica, convertint-se en una icona del disseny modern que continua sent rellevant actualment. El seu llegat perdurable és un testimoni del talent i la visió innovadora de David Rowland, el treball del qual continua inspirant dissenyadors i amants del disseny a tot el món.

## Colors
La 40/4 Chair no sols destaca pel seu innovador disseny i eficiència espacial, sinó també per la seva versatilitat en termes de colors i acabats. David Rowland va comprendre la importància de l'aspecte visual en el disseny de mobles i, per tant, va oferir una àmplia gamma d'opcions de color per adaptar-se a una varietat d'estils i preferències.
Des de tons neutres i sobris fins a colors vibrants i audaços, la 40/4 Chair es pot personalitzar per complementar qualsevol ambient o decoració. Els acabats de fusta contraxapada ofereixen una aparença càlida i natural, mentre que el plàstic modelat proporciona opcions més contemporànies i de fàcil neteja.
Els colors poden influir en la percepció de l'espai i l'ambient general duna habitació, i la 40/4 Chair ofereix la flexibilitat per crear impacte visual i cohesió estètica en una varietat d'entorns. Ja sigui que es faci servir en espais comercials, residencials o públics, aquesta cadira s'adapta fàcilment a qualsevol estil decoratiu gràcies a la seva àmplia paleta de colors disponibles.
A més de la seva varietat de colors, la durabilitat dels materials utilitzats en la fabricació de la 40/4 Chair garanteix que els colors es mantinguin vius i resistents amb el pas del temps, cosa que la converteix en una inversió duradora i estèticament atractiva per a qualsevol espai.

## Reinterpretacions i evolució del disseny
La 40/4 Chair ha deixat una empremta perdurable al món del disseny, inspirant nombrosos dissenyadors al llarg de les dècades posteriors a la seva creació. El seu enginyós concepte d'apilament eficient i la seva estètica minimalista han estat objecte de reinterpretacions i adaptacions per part d'altres creadors, resultant en una varietat de dissenys derivats que continuen explorant les possibilitats d'aquest concepte innovador.
Des de variacions en els materials i acabats fins a reinterpretacions més radicals en la forma i l'estructura, dissenyadors de tot el món han trobat inspiració a la 40/4 Chair per crear les seves pròpies versions úniques de cadires apilables. Algunes reinterpretacions se centren en l'exploració de materials i tecnologies de fabricació nous, mentre que d'altres s'enfoquen en la incorporació d'elements decoratius i detalls estilístics distintius.
Aquestes reinterpretacions posteriors no només demostren la influència perdurable de la 40/4 Chair en el disseny contemporani, sinó que també reflecteixen la capacitat del disseny per evolucionar i adaptar-se a les necessitats i tendències canviants. A través d'aquestes reinterpretacions, la 40/4 Chair continua inspirant la creativitat i la innovació al món del mobiliari, consolidant la seva posició com una icona del disseny modern que transcendeix les fronteres del temps i l'espai.
Un exemple de reinterpretació notable de la 40/4 Chair és la Chair_One dissenyada per Konstantin Grcic per a l'empresa italiana Magis. Si bé la Chair_One s'allunya del disseny original en alguns aspectes, conserva el concepte d'apilament eficient i la funcionalitat pràctica que caracteritzen la 40/4 Chair.
La Chair_One presenta una estructura d'alumini fos a pressió, cosa que li confereix una aparença contemporània i una major resistència. La forma corba i esvelta s'adapta ergonòmicament al cos humà, proporcionant comoditat durant períodes prolongats d'ús, alhora que ofereix una estètica moderna i elegant.
Tot i que la Chair_One s'aparta del disseny original en termes de materials i estil, comparteix la mateixa filosofia d'optimització de l'espai i versatilitat funcional que caracteritzen la 40/4 Chair. Aquesta reinterpretació demostra com els dissenyadors contemporanis continuen sent inspirats per les innovacions del passat, reinterpretant-les per satisfer les demandes i els estils de vida moderns.